# Don't Look Back (álbum)
Don't Look Back (No mires atrás) es el título del segundo álbum de la banda de rock Boston y uno de los 25 más vendidos en los años 1970, con más de 7 millones de copias.
Tras el descomunal éxito de su primer trabajo, que se llamaba Boston, igual que la banda, la tarea de continuar fue ardua, pero Tom Scholz, líder de la banda se encerró en su estudio y fue trabajando, mientras la situación con Walter Yetnikoff, presidente de la CBS se crispaba por el perfeccionismo de Scholz. Por ello, en cuanto a la discográfica le llegó la maqueta, se lanzó a su publicación, poco más de un año después del primer disco.
Tanta premura no le gustó a Scholz, quien dijo que no publicaría nada más hasta que estuviera listo y se tomó nada menos que ocho años, en parte también por los problemas legales con su compañía, que les ocuparon bastante de ese tiempo en los tribunales.

## Formación
- Brad Delp - voz, guitarras.
- Barry Goudreau - guitarras.
- Sib Hashian - batería, percusión.
- Tom Scholz - guitarras, teclados, bajo.
- Fran Sheehan - Bajo.

## Lista de canciones
Todas las canciones están compuestas por Tom Scholz, excepto las que se indica otra cosa.
1. "Don't Look Back" – 5:58
2. "The Journey" – 1:46
3. "It's Easy" – 4:27
4. "A Man I'll Never Be" – 6:38
5. "Feelin' Satisfied" – 4:12
6. "Party" (Bradley Delp, Scholz) – 4:07
7. "Used to Bad News" (Delp) – 2:57
8. "Don't Be Afraid" – 3:50

## Producción
- Productor: Tom Scholz
- Ingeniero: Tom Scholz
- Arreglista: Tom Scholz

## Listas de éxitos
Álbum - Billboard (North America)
| Año  | Lista             | Posición |
| ---- | ----------------- | -------- |
| 1978 | Álbumes Pop       | 1        |
| 1987 | The Billboard 200 | 146      |

Sencillos - Billboard (Norteamérica)
| Año  | Sencillo              | Lista         | Posición |
| ---- | --------------------- | ------------- | -------- |
| 1978 | "Don't Look Back"     | Sencillos Pop | 4        |
| 1979 | "Feelin' Satisfied"   | Sencillos Pop | 46       |
| 1979 | "A Man I'll Never Be" | Sencillos Pop | 31       |